# Madhirivaadhoo
Madhirivaadhoo is een van de onbewoonde eilanden van het Baa-atol behorende tot de Maldiven.